# Grand Prix moto de Grande-Bretagne 2023
Le Grand Prix moto de Grande-Bretagne 2023 est la neuvième manche du championnat du monde de vitesse moto 2023.
Cette 46e édition du Grand Prix moto de Grande-Bretagne s'est déroulée du 4 août au 6 août sur le Circuit de Silverstone à Silverstone.
Pour la première fois depuis 2012, le Grand Prix retrouve le Paddock International du circuit.

## Qualifications

### MotoGP
| Meilleur temps de la session |

| Pos.                                          | Num | Pilote                | Constructeur | Temps          | Temps          | Position départ | Row |
| Pos.                                          | Num | Pilote                | Constructeur | Q1             | Q2             | Position départ | Row |
| --------------------------------------------- | --- | --------------------- | ------------ | -------------- | -------------- | --------------- | --- |
| 1                                             | 72  | Marco Bezzecchi       | Ducati       | Qualifié en Q2 | 2 min 15 s 359 | 1               | 1   |
| 2                                             | 43  | Jack Miller           | KTM          | Qualifié en Q2 | 2 min 15 s 629 | 2               | 1   |
| 3                                             | 73  | Álex Márquez          | Ducati       | Qualifié en Q2 | 2 min 15 s 771 | 3               | 1   |
| 4                                             | 1   | Francesco Bagnaia     | Ducati       | Qualifié en Q2 | 2 min 16 s 095 | 4               | 2   |
| 5                                             | 37  | Augusto Fernández     | KTM          | 2 min 16 s 885 | 2 min 16 s 101 | 5               | 2   |
| 6                                             | 10  | Luca Marini           | Ducati       | Qualifié en Q2 | 2 min 16 s 152 | 6               | 2   |
| 7                                             | 89  | Jorge Martín          | Ducati       | Qualifié en Q2 | 2 min 16 s 272 | 7               | 3   |
| 8                                             | 12  | Maverick Viñales      | Aprilia      | Qualifié en Q2 | 2 min 16 s 317 | 8               | 3   |
| 9                                             | 5   | Johann Zarco          | Ducati       | Qualifié en Q2 | 2 min 16 s 661 | 9               | 3   |
| 10                                            | 33  | Brad Binder           | KTM          | Qualifié en Q2 | 2 min 16 s 677 | 10              | 4   |
| 11                                            | 21  | Franco Morbidelli     | Yamaha       | 2 min 15 s 884 | 2 min 16 s 885 | 11              | 4   |
| 12                                            | 41  | Aleix Espargaró       | Aprilia      | Qualifié en Q2 | 2 min 17 s 406 | 12              | 4   |
| 13                                            | 49  | Fabio Di Giannantonio | Ducati       | 2 min 16 s 972 | N/A            | 13              | 5   |
| 14                                            | 30  | Takaaki Nakagami      | Honda        | 2 min 17 s 343 | N/A            | 14              | 5   |
| 15                                            | 21  | Franco Morbidelli     | Yamaha       | 2 min 18 s 118 | N/A            | 15              | 5   |
| 16                                            | 25  | Raúl Fernández        | Aprilia      | 2 min 18 s 264 | N/A            | 16              | 6   |
| 17                                            | 93  | Marc Márquez          | Honda        | 2 min 18 s 833 | N/A            | 17              | 6   |
| 18                                            | 23  | Enea Bastianini       | Ducati       | 2 min 19 s 182 | N/A            | 18              | 6   |
| 19                                            | 32  | Lorenzo Savadori      | Aprilia      | 2 min 19 s 367 | N/A            | 19              | 7   |
| 20                                            | 6   | Stefan Bradl          | Honda        | 2 min 21 s 128 | N/A            | 20              | 7   |
| 21                                            | 37  | Augusto Fernández     | KTM          | 2 min 22 s 341 | N/A            | 21              | 7   |
| 22                                            | 27  | Iker Lecuona          | Honda        | 2 min 22 s 931 | N/A            | 22              | 8   |
| RESULTATS OFFICIELS DES QUALIFICATIONS MOTOGP |     |                       |              |                |                |                 |     |

## Classement MotoGP

### Course sprint
| Pos.                       | Num. | Pilote                | Equipe                       | Constructeur | Tours | Temps/Ecart     | Grille | Points |
| -------------------------- | ---- | --------------------- | ---------------------------- | ------------ | ----- | --------------- | ------ | ------ |
| 1                          | 73   | Álex Márquez          | Gresini Racing MotoGP        | Ducati       | 10    | 21 min 52 s 317 | 3      | 12     |
| 2                          | 72   | Marco Bezzecchi       | Mooney VR46 Racing Team      | Ducati       | 10    | +0 s 366        | 1      | 9      |
| 3                          | 12   | Maverick Viñales      | Aprilia Racing               | Aprilia      | 10    | +3 s 374        | 8      | 7      |
| 4                          | 5    | Johann Zarco          | Prima Pramac Racing          | Ducati       | 10    | +5 s 671        | 9      | 6      |
| 5                          | 41   | Aleix Espargaró       | Aprilia Racing               | Aprilia      | 10    | +6 s 068        | 12     | 5      |
| 6                          | 89   | Jorge Martín          | Prima Pramac Racing          | Ducati       | 10    | +7 s 294        | 7      | 4      |
| 7                          | 43   | Jack Miller           | Red Bull KTM Factory Racing  | KTM          | 10    | +9 s 415        | 2      | 3      |
| 8                          | 37   | Augusto Fernández     | GasGas Factory Racing Tech3  | KTM          | 10    | +9 s 850        | 5      | 2      |
| 9                          | 33   | Brad Binder           | Red Bull KTM Factory Racing  | KTM          | 10    | +10 s 435       | 10     | 1      |
| 10                         | 88   | Miguel Oliveira       | CryptoData RNF MotoGP Team   | Aprilia      | 10    | +11 s 247       | 16     |        |
| 11                         | 10   | Luca Marini           | Mooney VR46 Racing Team      | Ducati       | 10    | +17 s 365       | 6      |        |
| 12                         | 49   | Fabio Di Giannantonio | Gresini Racing MotoGP        | Ducati       | 10    | +20 s 063       | 18     |        |
| 13                         | 23   | Enea Bastianini       | Ducati Lenovo Team           | Ducati       | 10    | +24 s 352       | 13     |        |
| 14                         | 1    | Francesco Bagnaia     | Ducati Lenovo Team           | Ducati       | 10    | +25 s 527       | 4      |        |
| 15                         | 21   | Franco Morbidelli     | Monster Energy Yamaha MotoGP | Yamaha       | 10    | +27 s 191       | 11     |        |
| 16                         | 44   | Pol Espargaró         | GasGas Factory Racing Tech3  | KTM          | 10    | +27 s 693       | 15     |        |
| 17                         | 36   | Joan Mir              | Repsol Honda Team            | Honda        | 10    | +29 s 062       | 19     |        |
| 18                         | 93   | Marc Márquez          | Repsol Honda Team            | Honda        | 10    | +29 s 326       | 14     |        |
| 19                         | 25   | Raúl Fernández        | CryptoData RNF MotoGP Team   | Aprilia      | 10    | +29 s 627       | 20     |        |
| 20                         | 30   | Takaaki Nakagami      | LCR Honda Idemitsu           | Honda        | 10    | +29 s 909       | 21     |        |
| 21                         | 20   | Fabio Quartararo      | Monster Energy Yamaha MotoGP | Yamaha       | 10    | +30 s 326       | 22     |        |
| 22                         | 27   | Iker Lecuona          | LCR Honda Castrol            | Honda        | 10    | +47 s 674       | 17     |        |
| (en) [PDF]Rapport officiel |      |                       |                              |              |       |                 |        |        |

### Course principale
| Pos.                                                                         | No. | Pilote                | Equipe                       | Constructeur | Tours | Temps/Ecart     | Grille | Points |
| ---------------------------------------------------------------------------- | --- | --------------------- | ---------------------------- | ------------ | ----- | --------------- | ------ | ------ |
| 1                                                                            | 41  | Aleix Espargaró       | Aprilia Racing               | Aprilia      | 20    | 40 min 40 s 367 | 12     | 25     |
| 2                                                                            | 1   | Francesco Bagnaia     | Ducati Lenovo Team           | Ducati       | 20    | +0 s 215        | 4      | 20     |
| 3                                                                            | 33  | Brad Binder           | Red Bull KTM Factory Racing  | KTM          | 20    | +0 s 680        | 10     | 16     |
| 4                                                                            | 88  | Miguel Oliveira       | CryptoData RNF MotoGP Team   | Aprilia      | 20    | +0 s 750        | 16     | 13     |
| 5                                                                            | 12  | Maverick Viñales      | Aprilia Racing               | Aprilia      | 20    | +2 s 101        | 8      | 11     |
| 6                                                                            | 89  | Jorge Martín          | Prima Pramac Racing          | Ducati       | 20    | +7 s 903        | 7      | 10     |
| 7                                                                            | 10  | Luca Marini           | Mooney VR46 Racing Team      | Ducati       | 20    | +9 s 099        | 6      | 9      |
| 8                                                                            | 43  | Jack Miller           | Red Bull KTM Factory Racing  | KTM          | 20    | +9 s 298        | 2      | 8      |
| 9                                                                            | 5   | Johann Zarco          | Prima Pramac Racing          | Ducati       | 20    | +9 s 958        | 9      | 7      |
| 10                                                                           | 25  | Raúl Fernández        | CryptoData RNF MotoGP Team   | Aprilia      | 20    | +19 s 947       | 20     | 6      |
| 11                                                                           | 37  | Augusto Fernández     | GasGas Factory Racing Tech3  | KTM          | 20    | +20 s 296       | 5      | 5      |
| 12                                                                           | 44  | Pol Espargaró         | GasGas Factory Racing Tech3  | KTM          | 20    | +1 min 06 s 120 | 15     | 4      |
| 13                                                                           | 49  | Fabio Di Giannantonio | Gresini Racing MotoGP        | Ducati       | 20    | +1 min 27 s 605 | 18     | 3      |
| 14                                                                           | 21  | Franco Morbidelli     | Monster Energy Yamaha MotoGP | Yamaha       | 20    | +1 min 28 s 913 | 11     | 2      |
| 15                                                                           | 20  | Fabio Quartararo      | Monster Energy Yamaha MotoGP | Yamaha       | 20    | +1 min 29 s 075 | 22     | 1      |
| 16                                                                           | 30  | Takaaki Nakagami      | LCR Honda Idemitsu           | Honda        | 20    | +1 min 38 s 573 | 21     |        |
| 17                                                                           | 27  | Iker Lecuona          | LCR Honda Castrol            | Honda        | 20    | +1 min 49 s 674 | 17     |        |
| Ab.                                                                          | 23  | Enea Bastianini       | Ducati Lenovo Team           | Ducati       | 16    | Abandon         | 13     |        |
| Ab.                                                                          | 93  | Marc Márquez          | Repsol Honda Team            | Honda        | 14    | Chute           | 14     |        |
| Ab.                                                                          | 72  | Marco Bezzecchi       | Mooney VR46 Racing Team      | Ducati       | 5     | Chute           | 1      |        |
| Ab.                                                                          | 73  | Álex Márquez          | Gresini Racing MotoGP        | Ducati       | 5     | Chute           | 3      |        |
| Ab.                                                                          | 36  | Joan Mir              | Repsol Honda Team            | Honda        | 2     | Chute           | 19     |        |
| Meilleur tour en course: Aleix Espargaró (Aprilia) – 2 min 00 s 208 (tour 7) |     |                       |                              |              |       |                 |        |        |
| (en)[PDF]Rapport officiel                                                    |     |                       |                              |              |       |                 |        |        |

## Classement Moto2
| Pos.                                                                              | No. | Pilote                  | Constructeur | Tours | Temps/Ecart     | Grille | Points |
| --------------------------------------------------------------------------------- | --- | ----------------------- | ------------ | ----- | --------------- | ------ | ------ |
| 1                                                                                 | 54  | Fermín Aldeguer         | Boscoscuro   | 17    | 35 min 37 s 758 | 2      | 25     |
| 2                                                                                 | 40  | Arón Canet              | Kalex        | 17    | +2 s 546        | 6      | 20     |
| 3                                                                                 | 37  | Pedro Acosta            | Kalex        | 17    | +3 s 883        | 1      | 16     |
| 4                                                                                 | 16  | Joe Roberts             | Kalex        | 17    | +6 s 460        | 10     | 13     |
| 5                                                                                 | 18  | Manuel González         | Kalex        | 17    | +7 s 162        | 17     | 11     |
| 6                                                                                 | 7   | Barry Baltus            | Kalex        | 17    | +7 s 574        | 8      | 10     |
| 7                                                                                 | 22  | Sam Lowes               | Kalex        | 17    | +7 s 623        | 9      | 9      |
| 8                                                                                 | 79  | Ai Ogura                | Kalex        | 17    | +9 s 138        | 16     | 8      |
| 9                                                                                 | 35  | Somkiat Chantra         | Kalex        | 17    | +12 s 280       | 14     | 7      |
| 10                                                                                | 14  | Tony Arbolino           | Kalex        | 17    | +13 s 094       | 4      | 6      |
| 11                                                                                | 52  | Jeremy Alcoba           | Kalex        | 17    | +16 s 571       | 19     | 5      |
| 12                                                                                | 13  | Celestino Vietti        | Kalex        | 17    | +16 s 708       | 12     | 4      |
| 13                                                                                | 12  | Filip Salač             | Kalex        | 17    | +16 s 828       | 11     | 3      |
| 14                                                                                | 75  | Albert Arenas           | Kalex        | 17    | +18 s 835       | 18     | 2      |
| 15                                                                                | 15  | Darryn Binder           | Kalex        | 17    | +29 s 061       | 13     | 1      |
| 16                                                                                | 3   | Lukas Tulovic           | Kalex        | 17    | +29 s 556       | 23     |        |
| 17                                                                                | 64  | Bo Bendsneyder          | Kalex        | 17    | +38 s 437       | 26     |        |
| 18                                                                                | 17  | Álex Escrig             | Forward      | 17    | +40 s 838       | 28     |        |
| 19                                                                                | 24  | Marcos Ramírez          | Forward      | 17    | +42 s 853       | 25     |        |
| 20                                                                                | 84  | Zonta van den Goorbergh | Kalex        | 17    | +45 s 139       | 3      |        |
| 21                                                                                | 28  | Izan Guevara            | Kalex        | 17    | +1 min 05 s 750 | 20     |        |
| 22                                                                                | 5   | Kohta Nozane            | Kalex        | 17    | +1 min 10 s 688 | 27     |        |
| Ab.                                                                               | 21  | Alonso López            | Boscoscuro   | 7     | Chute           | 5      |        |
| Ab.                                                                               | 11  | Sergio García           | Kalex        | 3     | Chute           | 7      |        |
| Ab.                                                                               | 96  | Jake Dixon              | Kalex        | 0     | Chute           | 15     |        |
| Ab.                                                                               | 33  | Rory Skinner            | Kalex        | 0     | Chute           | 21     |        |
| Ab.                                                                               | 23  | Taiga Hada              | Kalex        | 0     | Chute           | 22     |        |
| Ab.                                                                               | 72  | Borja Gómez             | Kalex        | 0     | Chute           | 24     |        |
| Ab.                                                                               | 71  | Dennis Foggia           | Kalex        | 0     | Chute           | 29     |        |
| Meilleur tour en course : Fermín Aldeguer (Boscoscuro) – 2 min 04 s 956 (tour 16) |     |                         |              |       |                 |        |        |
| (en)[PDF]Rapport officiel                                                         |     |                         |              |       |                 |        |        |

## Classement Moto3
| Pos.                                                                          | No. | Pilote             | Constructeur | Tours | Temps/Ecart     | Grille | Points |
| ----------------------------------------------------------------------------- | --- | ------------------ | ------------ | ----- | --------------- | ------ | ------ |
| 1                                                                             | 80  | David Alonso       | Gas Gas      | 15    | 33 min 35 s 396 | 28     | 25     |
| 2                                                                             | 71  | Ayumu Sasaki       | Husqvarna    | 15    | +0 s 152        | 7      | 20     |
| 3                                                                             | 96  | Daniel Holgado     | KTM          | 15    | +0 s 203        | 3      | 16     |
| 4                                                                             | 48  | Iván Ortolá        | KTM          | 15    | +0 s 337        | 8      | 13     |
| 5                                                                             | 44  | David Muñoz        | KTM          | 15    | +0 s 471        | 27     | 11     |
| 6                                                                             | 38  | David Salvador     | KTM          | 15    | +0 s 839        | 21     | 10     |
| 7                                                                             | 10  | Diogo Moreira      | KTM          | 15    | +0 s 767        | 17     | 9      |
| 8                                                                             | 99  | José Antonio Rueda | KTM          | 15    | +0 s 892        | 16     | 8      |
| 9                                                                             | 95  | Collin Veijer      | Husqvarna    | 15    | +0 s 941        | 23     | 7      |
| 10                                                                            | 55  | Romano Fenati      | Honda        | 15    | +0 s 977        | 14     | 6      |
| 11                                                                            | 53  | Deniz Öncü         | KTM          | 15    | +1 s 140        | 9      | 5      |
| 12                                                                            | 82  | Stefano Nepa       | KTM          | 15    | +1 s 227        | 11     | 4      |
| 13                                                                            | 54  | Riccardo Rossi     | Honda        | 15    | +1 s 331        | 4      | 3      |
| 14                                                                            | 27  | Kaito Toba         | Honda        | 15    | +1 s 386        | 13     | 2      |
| 15                                                                            | 6   | Ryusei Yamanaka    | Gas Gas      | 15    | +1 s 572        | 13     | 1      |
| 16                                                                            | 66  | Joel Kelso         | CFMoto       | 15    | +2 s 270        | 5      |        |
| 17                                                                            | 19  | Scott Ogden        | Honda        | 15    | +1 s 902        | 2      |        |
| 18                                                                            | 5   | Jaume Masià        | Honda        | 15    | +11 s 314       | 1      |        |
| 19                                                                            | 7   | Filippo Farioli    | KTM          | 15    | +14 s 167       | 12     |        |
| 20                                                                            | 72  | Taiyo Furusato     | Honda        | 15    | +14 s 274       | 18     |        |
| 21                                                                            | 43  | Xavier Artigas     | CFMoto       | 15    | +17 s 646       | 6      |        |
| 22                                                                            | 64  | Mario Aji          | Honda        | 15    | +17 s 825       | 20     |        |
| 23                                                                            | 22  | Ana Carrasco       | KTM          | 15    | +17 s 986       | 26     |        |
| 24                                                                            | 20  | Lorenzo Fellon     | KTM          | 15    | +20 s 763       | 25     |        |
| 25                                                                            | 70  | Joshua Whatley     | Honda        | 15    | +28 s 774       | 24     |        |
| Ab.                                                                           | 63  | Syarifuddin Azman  | KTM          | 13    | Abandon         | 22     |        |
| Ab.                                                                           | 24  | Tatsuki Suzuki     | Honda        | 12    | Abandon         | 10     |        |
| Ab.                                                                           | 18  | Matteo Bertelle    | Honda        | 11    | Chute           | 15     |        |
| Meilleur tour en course : Collin Veijer (Husqvarna) – 2 min 12 s 869 (tour 5) |     |                    |              |       |                 |        |        |
| (en) [PDF]Report officiel                                                     |     |                    |              |       |                 |        |        |

## Classement Moto E

### Course 1
| Pos.                                                               | No. | Pilote             | Tour | Temps/Ecart     | Grille | Points |
| ------------------------------------------------------------------ | --- | ------------------ | ---- | --------------- | ------ | ------ |
| 1                                                                  | 3   | Randy Krummenacher | 5    | 12 min 17 s 994 | 6      | 25     |
| 2                                                                  | 34  | Kevin Manfredi     | 5    | +0 s 142        | 4      | 20     |
| 3                                                                  | 51  | Eric Granado       | 5    | +1 s 089        | 1      | 16     |
| 4                                                                  | 4   | Héctor Garzó       | 5    | +1 s 376        | 3      | 13     |
| 5                                                                  | 81  | Jordi Torres       | 5    | +1 s 639        | 9      | 11     |
| 6                                                                  | 40  | Mattia Casadei     | 5    | +2 s 586        | 2      | 10     |
| 7                                                                  | 77  | Miquel Pons        | 5    | +9 s 574        | 15     | 9      |
| 8                                                                  | 11  | Matteo Ferrari     | 5    | +13 s 254       | 8      | 8      |
| 9                                                                  | 8   | Mika Pérez         | 5    | +13 s 706       | 17     | 7      |
| 10                                                                 | 9   | Andrea Mantovani   | 5    | +13 s 961       | 10     | 6      |
| 11                                                                 | 53  | Tito Rabat         | 5    | +15 s 682       | 12     | 5      |
| 12                                                                 | 78  | Hikari Okubo       | 5    | +17 s 361       | 16     | 4      |
| 13                                                                 | 21  | Kevin Zannoni      | 5    | +16 s 466       | 5      | 3      |
| 14                                                                 | 72  | Alessio Finello    | 5    | +32 s 174       | 13     | 2      |
| 15                                                                 | 6   | María Herrera      | 5    | +1 min 03 s 235 | 18     | 1      |
| Ab.                                                                | 29  | Nicolas Spinelli   | 4    | Chute           | 7      |        |
| Ab.                                                                | 23  | Luca Salvadori     | 4    | Chute           | 14     |        |
| Ab.                                                                | 61  | Alessandro Zaccone | 2    | Chute           | 11     |        |
| Meilleur tour en course : Kevin Manfredi – 2 min 23 s 581 (tour 5) |     |                    |      |                 |        |        |
| (en)[PDF]Rapport officiel                                          |     |                    |      |                 |        |        |

### Course 2
| Pos.                                                               | No. | Pilote             | Tours | Temps/Ecart     | Grille | Points |
| ------------------------------------------------------------------ | --- | ------------------ | ----- | --------------- | ------ | ------ |
| 1                                                                  | 40  | Mattia Casadei     | 6     | 14 min 07 s 906 | 2      | 25     |
| 2                                                                  | 51  | Eric Granado       | 6     | +1 s 108        | 1      | 20     |
| 3                                                                  | 29  | Nicolas Spinelli   | 6     | +6 s 776        | 7      | 16     |
| 4                                                                  | 81  | Jordi Torres       | 6     | +6 s 909        | 9      | 13     |
| 5                                                                  | 4   | Héctor Garzó       | 6     | +7 s 724        | 3      | 11     |
| 6                                                                  | 9   | Andrea Mantovani   | 6     | +9 s 115        | 10     | 10     |
| 7                                                                  | 11  | Matteo Ferrari     | 6     | +10 s 359       | 8      | 9      |
| 8                                                                  | 78  | Hikari Okubo       | 6     | +19 s 483       | 16     | 8      |
| 9                                                                  | 34  | Kevin Manfredi     | 6     | +19 s 776       | 4      | 7      |
| 10                                                                 | 8   | Mika Pérez         | 6     | +19 s 846       | 17     | 6      |
| 11                                                                 | 23  | Luca Salvadori     | 6     | +21 s 056       | 14     | 5      |
| 12                                                                 | 72  | Alessio Finello    | 6     | +1 min 05 s 854 | 13     | 4      |
| 13                                                                 | 6   | María Herrera      | 6     | +1 min 06 s 501 | 18     | 3      |
| Ab.                                                                | 21  | Kevin Zannoni      | 0     | Chute           | 5      |        |
| Ab.                                                                | 3   | Randy Krummenacher | 0     | Chute           | 6      |        |
| Ab.                                                                | 61  | Alessandro Zaccone | 0     | Chute           | 11     |        |
| Ab.                                                                | 53  | Tito Rabat         | 0     | Chute           | 12     |        |
| Ab.                                                                | 77  | Miquel Pons        | 0     | Chute           | 15     |        |
| Meilleur tour en course : Mattia Casadei – 2 min 19 s 327 (tour 5) |     |                    |       |                 |        |        |
| (en)[PDF]Rapport officiel                                          |     |                    |       |                 |        |        |

## Classements provisoires au Championnat
Seul le top 5 est présenté ici,,,.

### MotoGP
|  | Pos. | Pilote            | Points |
|  | ---- | ----------------- | ------ |
|  | 1    | Francesco Bagnaia | 214    |
|  | 2    | Jorge Martín      | 173    |
|  | 3    | Marco Bezzecchi   | 167    |
|  | 4    | Brad Binder       | 131    |
|  | 5    | Johann Zarco      | 122    |

|  | Pos. | Constructeur | Points |
|  | ---- | ------------ | ------ |
|  | 1    | Ducati       | 317    |
|  | 2    | KTM          | 172    |
|  | 3    | Aprilia      | 153    |
|  | 4    | Honda        | 89     |
|  | 5    | Yamaha       | 84     |

|  | Pos. | Equipe                      | Points |
|  | ---- | --------------------------- | ------ |
|  | 1    | Prima Pramac Racing         | 295    |
|  | 2    | Mooney VR46 Racing Team     | 274    |
|  | 3    | Ducati Lenovo Team          | 242    |
|  | 4    | Red Bull KTM Factory Racing | 221    |
|  | 5    | Aprilia Racing              | 181    |

### Moto2
|   | Pos. | Pilote        | Points |
| - | ---- | ------------- | ------ |
| 1 | 1    | Pedro Acosta  | 156    |
| 1 | 2    | Tony Arbolino | 154    |
|   | 3    | Jake Dixon    | 104    |
| 1 | 4    | Arón Canet    | 96     |
| 1 | 5    | Alonso López  | 92     |

|  | Pos. | Constructeur | Points |
|  | ---- | ------------ | ------ |
|  | 1    | Kalex        | 220    |
|  | 2    | Boscoscuro   | 124    |

|   | Pos. | Equipe                   | Points |
| - | ---- | ------------------------ | ------ |
|   | 1    | Elf Marc VDS Racing Team | 221    |
|   | 2    | Red Bull KTM Ajo         | 199    |
|   | 3    | Beta Tools Speed Up      | 166    |
|   | 4    | Pons Wegow Los40         | 133    |
| 2 | 5    | Idemitsu Honda Team Asia | 105    |

### Moto3
|   | Pos. | Pilote         | Points |
| - | ---- | -------------- | ------ |
|   | 1    | Daniel Holgado | 141    |
| 1 | 2    | Ayumu Sasaki   | 119    |
| 1 | 3    | Jaume Masià    | 109    |
|   | 4    | Iván Ortolá    | 94     |
|   | 5    | Deniz Öncü     | 94     |

|  | Pos. | Constructeur | Points |
|  | ---- | ------------ | ------ |
|  | 1    | KTM          | 202    |
|  | 2    | Honda        | 140    |
|  | 3    | Husqvarna    | 122    |
|  | 4    | Gas Gas      | 98     |
|  | 5    | CFMoto       | 62     |

|   | Pos. | Equipe                         | Points |
| - | ---- | ------------------------------ | ------ |
| 1 | 1    | Red Bull KTM Ajo               | 159    |
| 1 | 2    | Angeluss MTA Team              | 157    |
| 2 | 3    | Liqui Moly Husqvarna Intact GP | 153    |
| 3 | 4    | Leopard Racing                 | 147    |
| 1 | 5    | Red Bull KTM Tech3             | 143    |

### MotoE
|   | Pos. | Pilote             | Points |
| - | ---- | ------------------ | ------ |
|   | 1    | Jordi Torres       | 168    |
|   | 2    | Matteo Ferrari     | 153    |
| 2 | 3    | Mattia Casadei     | 124    |
|   | 4    | Randy Krummenacher | 123    |
| 2 | 5    | Héctor Garzó       | 122    |